# Canton de Saint-Étienne-du-Bois
Le canton de Saint-Étienne-du-Bois est une circonscription électorale française située dans le département de l'Ain, en région Auvergne-Rhône-Alpes, créée par le décret du 13 février 2014 et entrée en vigueur lors des élections départementales de 2015.

## Histoire
Un nouveau découpage territorial de l'Ain (département) entre en vigueur à l'occasion des élections départementales de mars 2015, défini par le décret du 13 février 2014, en application des lois du 17 mai 2013 (loi organique 2013-402 et loi 2013-403). Les conseillers départementaux sont, à compter de ces élections, élus au scrutin majoritaire binominal mixte. Les électeurs de chaque canton élisent au Conseil départemental, nouvelle appellation du Conseil général, deux membres de sexe différent, qui se présentent en binôme de candidats. Les conseillers départementaux sont élus pour six ans au scrutin binominal majoritaire à deux tours, l'accès au second tour nécessitant 12,5 % des inscrits au premier tour. En outre la totalité des conseillers départementaux est renouvelée. Ce nouveau mode de scrutin nécessite un redécoupage des cantons dont le nombre est divisé par deux avec arrondi à l'unité impaire supérieure si ce nombre n'est pas entier impair, assorti de conditions de seuils minimaux. Dans l'Ain, le nombre de cantons passe ainsi de 43 à 23.
Le nouveau canton de Saint-Étienne-du-Bois est formé de communes des anciens cantons de Coligny (9 communes), de Ceyzériat (9 communes), de Treffort-Cuisiat (9 communes) et de Saint-Trivier-de-Courtes (1 commune).
Le canton est entièrement inclus dans l'arrondissement de Bourg-en-Bresse. Le bureau centralisateur est situé à Saint-Étienne-du-Bois.

## Représentation
| Période élective | Période élective | Mandat | Mandat   | Identité          | Nuance | Nuance | Qualité                                           |
| ---------------- | ---------------- | ------ | -------- | ----------------- | ------ | ------ | ------------------------------------------------- |
| 2015             | 2021             | 2015   | 2021     | Alain Chapuis     |        | DVD    | Maire de Saint-Étienne-du-Bois                    |
| 2015             | 2021             | 2015   | 2021     | Catherine Journet |        | DVD    | Conseillère municipale de Coligny (jusqu'en 2020) |
| 2021             | 2028             | 2021   | en cours | Alain Chapuis     |        | DVD    | Conseiller sortant                                |
| 2021             | 2028             | 2021   | en cours | Catherine Journet |        | DVD    | Conseillère sortante                              |

### Résultats détaillés

#### Élections de mars 2015
À l'issue du premier tour des élections départementales de 2015, trois binômes sont en ballottage : Alain Chapuis et Catherine Journet (Union de la Droite, 34,81 %), Alain Gestas et Monique Wiel (Union de la Gauche, 32,98 %) et Gaël Bertrand et Nicole Bocaccio (FN, 24,91 %). Le taux de participation est de 56,7 % (9 111 votants sur 16 068 inscrits) contre 48,99 % au niveau départemental et 50,17 % au niveau national.
Au second tour, Alain Chapuis et Catherine Journet (Union de la Droite) sont élus avec 40,86 % des suffrages exprimés et un taux de participation de 59,52 % (3 785 voix pour 9 564 votants et 16 068 inscrits).

#### Élections de juin 2021
Le premier tour des élections départementales de 2021 est marqué par un très faible taux de participation (33,26 % au niveau national). Dans le canton de Saint-Étienne-du-Bois, ce taux de participation est de 38,16 % (6 398 votants sur 16 767 inscrits) contre 31,48 % au niveau départemental. À l'issue de ce premier tour, deux binômes sont en ballottage : Alain Chapuis et Catherine Journet (DVD, 46,2 %) et Benjamin Raquin et Monique Wiel (DVG, 37,39 %).
Le second tour des élections est marqué une nouvelle fois par une abstention massive équivalente au premier tour. Les taux de participation sont de 34,3 % au niveau national, 31,83 % dans le département et 40,27 % dans le canton de Saint-Étienne-du-Bois. Alain Chapuis et Catherine Journet (DVD) sont élus avec 58,61 % des suffrages exprimés (3 793 voix pour 6 754 votants et 16 771 inscrits),.

## Composition
Le nouveau canton de Saint-Étienne-du-Bois comprend vingt-huit communes entières en 2015 et passe à vingt-sept en 2016 à la suite de la fusion des communes de Treffort-Cuisiat et de Pressiat sous le nom de Val-Revermont. En 2017, à la suite de la fusion des communes de Chavannes-sur-Suran et de Germagnat sous le nom de Nivigne et Suran, ce nombre passe à vingt-six.
| Nom                                           | Code Insee | Intercommunalité                | Superficie (km2) | Population (dernière pop. légale) | Densité (hab./km2) | Modifier                                    |
| --------------------------------------------- | ---------- | ------------------------------- | ---------------- | --------------------------------- | ------------------ | ------------------------------------------- |
| Saint-Étienne-du-Bois (bureau centralisateur) | 01350      | CA du Bassin de Bourg-en-Bresse | 28,38            | 2 569 (2022)                      | 91                 | modifier les données · modifier les données |
| Beaupont                                      | 01029      | CA du Bassin de Bourg-en-Bresse | 14,07            | 717 (2022)                        | 51                 | modifier les données · modifier les données |
| Bény                                          | 01038      | CA du Bassin de Bourg-en-Bresse | 18,25            | 769 (2022)                        | 42                 | modifier les données · modifier les données |
| Bohas-Meyriat-Rignat                          | 01245      | CA du Bassin de Bourg-en-Bresse | 23,51            | 951 (2022)                        | 40                 | modifier les données · modifier les données |
| Cize                                          | 01106      | CA du Bassin de Bourg-en-Bresse | 4,52             | 175 (2022)                        | 39                 | modifier les données · modifier les données |
| Coligny                                       | 01108      | CA du Bassin de Bourg-en-Bresse | 16,87            | 1 294 (2022)                      | 77                 | modifier les données · modifier les données |
| Cormoz                                        | 01124      | CA du Bassin de Bourg-en-Bresse | 19,56            | 704 (2022)                        | 36                 | modifier les données · modifier les données |
| Corveissiat                                   | 01125      | CA du Bassin de Bourg-en-Bresse | 22,69            | 587 (2022)                        | 26                 | modifier les données · modifier les données |
| Courmangoux                                   | 01127      | CA du Bassin de Bourg-en-Bresse | 14,82            | 513 (2022)                        | 35                 | modifier les données · modifier les données |
| Domsure                                       | 01147      | CA du Bassin de Bourg-en-Bresse | 15,20            | 540 (2022)                        | 36                 | modifier les données · modifier les données |
| Drom                                          | 01150      | CA du Bassin de Bourg-en-Bresse | 7,78             | 215 (2022)                        | 28                 | modifier les données · modifier les données |
| Grand-Corent                                  | 01177      | CA du Bassin de Bourg-en-Bresse | 7,13             | 186 (2022)                        | 26                 | modifier les données · modifier les données |
| Hautecourt-Romanèche                          | 01184      | CA du Bassin de Bourg-en-Bresse | 21,60            | 754 (2022)                        | 35                 | modifier les données · modifier les données |
| Jasseron                                      | 01195      | CA du Bassin de Bourg-en-Bresse | 18,93            | 1 900 (2022)                      | 100                | modifier les données · modifier les données |
| Marboz                                        | 01232      | CA du Bassin de Bourg-en-Bresse | 40,14            | 2 262 (2022)                      | 56                 | modifier les données · modifier les données |
| Meillonnas                                    | 01241      | CA du Bassin de Bourg-en-Bresse | 17,74            | 1 383 (2022)                      | 78                 | modifier les données · modifier les données |
| Nivigne et Suran                              | 01095      | CA du Bassin de Bourg-en-Bresse | 30,98            | 822 (2022)                        | 27                 | modifier les données · modifier les données |
| Pirajoux                                      | 01296      | CA du Bassin de Bourg-en-Bresse | 12,99            | 400 (2022)                        | 31                 | modifier les données · modifier les données |
| Pouillat                                      | 01309      | CA du Bassin de Bourg-en-Bresse | 6,23             | 79 (2022)                         | 13                 | modifier les données · modifier les données |
| Ramasse                                       | 01317      | CA du Bassin de Bourg-en-Bresse | 9,86             | 332 (2022)                        | 34                 | modifier les données · modifier les données |
| Salavre                                       | 01391      | CA du Bassin de Bourg-en-Bresse | 7,77             | 295 (2022)                        | 38                 | modifier les données · modifier les données |
| Simandre-sur-Suran                            | 01408      | CA du Bassin de Bourg-en-Bresse | 16,30            | 664 (2022)                        | 41                 | modifier les données · modifier les données |
| Val-Revermont                                 | 01426      | CA du Bassin de Bourg-en-Bresse | 45,42            | 2 494 (2022)                      | 55                 | modifier les données · modifier les données |
| Verjon                                        | 01432      | CA du Bassin de Bourg-en-Bresse | 5,11             | 343 (2022)                        | 67                 | modifier les données · modifier les données |
| Villemotier                                   | 01445      | CA du Bassin de Bourg-en-Bresse | 13,86            | 607 (2022)                        | 44                 | modifier les données · modifier les données |
| Villereversure                                | 01447      | CA du Bassin de Bourg-en-Bresse | 17,45            | 1 391 (2022)                      | 80                 | modifier les données · modifier les données |
| Canton de Saint-Étienne-du-Bois               | 0118       |                                 | 457,16           | 22 946 (2022)                     | 50                 | modifier les données                        |

## Démographie
En 2022, le canton comptait 22 946 habitants, en évolution de +2,75 % par rapport à 2016 (Ain : +5,15 %, France hors Mayotte : +2,11 %).
| 2013   | 2018   | 2022   |
| ------ | ------ | ------ |
| 21 971 | 22 490 | 22 946 |